# لورانس فنسن
لورنس فنسن هو أستاذ الفلسفة في جامعة ريدلاندز، كاليفورنيا، وهو متخصص في أخلاقيات التعامل مع الحيوان. قام هو وزوجته، سوزان فنسن، بتأليف كتاب حركة حقوق الحيوان في أمريكا: من الشفقة إلى الاحترام (1994).

## نُبذة
درس فنسن في المدارس العامة في نيوتن في ولاية ماساتشوستس. حصل على درجة البكالوريوس في الفلسفة عام 1973 من كلية ليك فورست، وعلى درجة الدكتوراه في الفلسفة عام 1982 من جامعة ولاية نيويورك في بوفالو لأطروحته عن رودريك تشيشولم ومشكلة العقل والجسم. أصبح مهتما بحقوق الحيوان بعد قراءة (تحرير الحيوان) لبيتر سينجر(1975 م). انضم إلى قسم الفلسفة في ريدلاندز في عام 1979 م، حيث قام بالتدريس في إنكلترا على حركة حقوق الحيوان، وفي سنة 2004 م قضى فصلا دراسيا في التدريس في جامعة Reitaku في اليابان.
فنسن يركز بشكل خاص على مسألة المسؤولية الجماعية فيما يتعلق بمعاملة الحيوانات، وإلى أي مدى تشعر الأطراف الفاعلة بالعجز في مواجهة العمليات الصناعية مثل مزارع تسمين المواشي.